# Mitsuda Haruki
Mitsuda Haruki (sinh ngày 22 tháng 12 năm 1997) là một cầu thủ bóng đá người Nhật Bản.

## Sự nghiệp câu lạc bộ
Mitsuda Haruki hiện đang chơi cho Matsumoto Yamaga FC.